# 飯高京子
飯高 京子（いいたか きょうこ、1936年 - ）は、言語病理学博士、言語聴覚士、東京学芸大学名誉教授、上智大学教授。
旧満州国 大連生まれ。1955年、私立近江兄弟社高等学校在学中に同学初の海外留学生として渡米後、米国ベリア大学教育学部を経て、ノースウェスタン大学言語障害学研究科博士課程修了。国際友和会理事、日本友和会書記長。

## 略歴
- 1988年 - 東京学芸大学、教育学部教授
- 1990年 - 東京学芸大学、特殊教育施設教授
- 1992年 - 東京学芸大学  教育学部教授
- 1997年 - 上智大学、外国語学部教授

1997年には言語聴覚士法制定に関わった。

## 著書

### 共編
- （長崎勤、若葉陽子『構音障害の診断と指導 (講座 言語障害児の診断と指導)』（学冠社、1987）
- （大伴潔、山崎祥子、畦上恭彦、津田望）『言語発達遅滞〈1〉 (シリーズ言語臨床事例集)』（学冠社、2002）

## 注・出典
1. ↑  上智大学 大学院言語学専攻 上智大学 2020年4月1日閲覧
2. ↑  International Exchange Programs 近江兄弟社高等学校 2020年4月1日閲覧
3. ↑  言語聴覚療法公開講座 北海道医療大学 2020年4月25日閲覧